# 打線
打線（だせん）とは、主に野球における攻撃陣（打者の並び）のことを表す語である。
打者が適時打を続け、効率的に得点した場合を「打線がつながった」などと表現する。
また、打線を構成する打者の中でも、長打力で得点に寄与することの多い複数の打者達のことを指して「中軸」、「クリーンナップ」と言われる。

## 日本プロ野球における打線の愛称
打線にはしばしば愛称がつけられる。一般的に好打者（巧打者）・強打者揃いの打線を指し、チームの快進撃と共に定着することが多いが、監督や球団自ら名前を冠して売り出そうとする場合や、戦略・テーマを打線名にする場合もある。そのため下記に挙げる打線の中には、最終的に名称として定着し切れなかった打線が含まれることに留意されたい。

### 主な例
- ダイナマイト打線（阪神タイガース、1946年 - ）
- 水爆打線（松竹ロビンス、1950年頃）
- 流線型打線（西鉄ライオンズ、1950年代後半）
- 400フィート打線（南海ホークス、1950 - 60年代）
- ミサイル打線（大毎オリオンズ、1960年代 -）
- メガトン打線（大洋ホエールズ、1960 - 70年代）
- 強竜打線（中日ドラゴンズ、1970年代 - ）
- 赤ヘル打線（広島東洋カープ、1970年代 - ）
- 山賊打線 (太平洋クラブライオンズ→埼玉西武ライオンズ、1975年、2018年 - 2019年)
- ニューダイナマイト打線（阪神タイガース、1985年）
- ブルーサンダー打線（オリックス・ブレーブス、1989年 - 1990年、1995年 - 1996年）
- いてまえ打線（大阪近鉄バファローズ、1990年代前半 - 2004年）
- マシンガン打線（横浜ベイスターズ、1998年 - 2000年）
- ビッグバン打線（日本ハムファイターズ、1998年 - 2006年）
- ミレニアム打線（読売ジャイアンツ、2000年）
- ダイハード打線（福岡ダイエーホークス、2001年 - 2003年）
- レインボー打線（読売ジャイアンツ、2002年）
- オジンガン打線（ヤクルトスワローズ、2003年）
- 史上最強打線（読売ジャイアンツ、2004年）
- マリンガン打線（千葉ロッテマリーンズ、2005年）
- ミックスモダン打線（オリックス・バファローズ、2006年）
- No Limit打線（埼玉西武ライオンズ、2008年）
- ビッグボーイズ打線（オリックス・バファローズ、2008年 - 2009年）
- 超変革打線（阪神タイガース、2016年）

## 日本高校野球における打線の愛称
- 原爆打線（崇徳、1976年）
- やまびこ打線（池田、1980年代）
- ヒグマ打線（駒大岩見沢）
- 黒潮打線（銚子商）
- 牛鬼打線（宇和島東）
- 渦潮打線（鳴門）

## メジャーリーグベースボールにおける打線の愛称
- ビッグレッドマシン（シンシナティ・レッズ、1970年代）
- 殺人打線（英語版）（ニューヨーク・ヤンキース、1927年）

## 特定のチームを指さない打線
- ジグザグ打線（右打者と左打者が交互に並んだ打線のこと）
- ピストル打線（長打力に劣った貧打打線のこと）
  - 当初は1960年代前半の近鉄バファローズ打線を指した言葉。現在は一般化しているが、当初の意味とは異なり、貧打の部分だけが強調されて使われる。
- 純血打線（同一国人のみによって構成されている打線のこと。純国産打線とも）
- 重量打線（強打者が並んでいる打線のこと）
- 猫の目打線（起用される選手や打順が頻繁に変わる打線のこと）
  - 仰木彬（近鉄、オリックス時代）、ボビー・バレンタイン（ロッテ時代）が、特に積極的に採用した。

## 日本プロ野球チームのシーズンOPS
※1948～1950年はラビットボールが使用されたため、打撃に関する記録が多く生まれた。また、1979～1980年や、2000年代前半にも同様の問題が発生した。
また、セントラル・リーグとパシフィック・リーグの違いではDHの有無がある。
| 順位 | チーム                     | 年度   | OPS  | 備考                                                                               | 試合数 |
| ---- | -------------------------- | ------ | ---- | ---------------------------------------------------------------------------------- | ------ |
| 1位  | 近鉄バファローズ           | 1980年 | .864 | チーム本塁打数パ・リーグ記録(達成当時日本記録)239本の元祖いてまえ打線              | 130    |
| 2位  | 阪神タイガース             | 1985年 | .841 | ニューダイナマイト打線。ランディ・バースが三冠王、3割30本塁打4人                   | 130    |
| 3位  | 福岡ダイエーホークス       | 2004年 | .839 | 松中信彦が三冠王                                                                   | 133    |
| 4位  | 広島東洋カープ             | 1978年 | .838 | 赤ヘル打線。30本塁打4人                                                            | 130    |
| 5位  | 大阪近鉄バファローズ       | 2001年 | .832 | ニューいてまえ打線。タフィ・ローズが55本塁打のパ・リーグ記録(達成当時日本タイ記録) | 140    |
| 6位  | 阪急ブレーブス             | 1979年 | .830 |                                                                                    | 130    |
| 7位  | 福岡ダイエーホークス       | 2003年 | .828 | チーム打率日本記録.297のダイハード打線。100打点カルテット、3割打者6人は日本記録    | 140    |
| 8位  | 読売ジャイアンツ           | 2004年 | .822 | チーム本塁打数日本記録257本の史上最強打線                                          | 138    |
| 9位  | 阪急ブレーブス             | 1985年 | .816 |                                                                                    | 130    |
| 10位 | 西武ライオンズ             | 1983年 | .816 |                                                                                    | 130    |
| 11位 | 読売ジャイアンツ           | 1977年 | .812 | OH砲                                                                               | 130    |
| 12位 | 近鉄バファローズ           | 1979年 | .812 | 元祖いてまえ打線                                                                   | 130    |
| 13位 | 近鉄バファローズ           | 1985年 | .812 |                                                                                    | 130    |
| 14位 | 日本ハムファイターズ       | 2000年 | .812 | ビッグバン打線                                                                     | 135    |
| 15位 | オリックス・ブレーブス     | 1989年 | .811 |                                                                                    | 130    |
| 16位 | 松竹ロビンス               | 1950年 | .810 | チーム得点数日本記録908点の水爆打線。小鶴誠が161打点の日本記録                     | 137    |
| 17位 | 中日ドラゴンズ             | 1984年 | .807 | 強竜打線。30本塁打4人                                                              | 130    |
| 18位 | 北海道日本ハムファイターズ | 2004年 | .807 |                                                                                    | 138    |
| 19位 | 西武ライオンズ             | 1986年 | .807 |                                                                                    | 130    |
| 20位 | 阪急ブレーブス             | 1978年 | .807 |                                                                                    | 130    |